# پورترویل (یوتا)
پورترویل (به انگلیسی: Porterville) یک منطقهٔ مسکونی در ایالات متحده آمریکا است که در شهرستان مورگان، یوتا واقع شده‌است. پورترویل ۱٬۵۷۰٫۰۴ متر بالاتر از سطح دریا واقع شده‌است.